# Футуна (острова)
Футу́на (Хорн) (фр. Futuna (Horne)) — архипелаг в юго-западной части Тихого океана, являющийся частью заморской общины Франции Уоллис и Футуна. Ближайшие острова — Уоллис на северо-востоке (230 км) и Фиджи на юго-западе 280 км. Население островов — 4238 человек (2008). Острова были открыты европейцами в 1616 году, а с 1842 года принадлежат Франции.

## Название
Первые европейцы, увидевшие архипелаг — Якоб Лемер и Виллем Схаутен, — назвали его Хорн в честь своего родного города. Принято считать, что своё местное название острова получили в честь дерева Футу, растущего на побережье острова Футуна. В XIX веке острова на некоторых картах обозначались под именем Аллофату.

## География
Группа Футуна (Хорн) состоит из двух островов: Футуна и Алофи. Они разделены проливом шириной до 1,7 км. Остров Футуна иногда называют Восточным Футуна, чтобы не путать его с Западным Футуна из группы островов Новые Гебриды, принадлежащих Вануату.
Площадь Футуна — 83 км², Алофи — 32 км². Это высокие вулканические острова. Наивысшие точки — гора Пуке (Puke) 524 м на Футуна и гора Колофау (Kolofau) 417 м на Алофи. Острова подвергались недавнему поднятию и имеют сильно пересечённый рельеф. За исключением нескольких маленьких прибрежных равнин, берега этих островов круты. Рельеф острова Футуна представлен рядом невысоких плато, постепенно возвышающихся к горе Пуке, разделённых небольшими равнинами. Крайние точки о. Футуна: северная — м. Фатуа; восточная — м. Веле; южная — берег у аэродрома Веле; западная — берег у деревни Толоке. На Алофи гора Колофау окружена плато высотой 150—200 м. Крайние точки о. Алофи: северная — берег Уауа Ваве; восточная — м. Саума; южная — м. Афага; западная — м. Мафа’а. Острова Хорн геологически молоды, поэтому рифы располагаются недалеко от берега (около 50 м) и лагуну не образуют. Остров Футуна обладает рифом-фартуком. Ввиду поднятия рифа он оказался неглубоко и периодически оказывается на поверхности воды, что препятствует его росту. На Алофи риф-фартук целиком остров не охватывает и у деревни Алофитаи образует небольшую лагуну с максимальной глубиной 3 м.

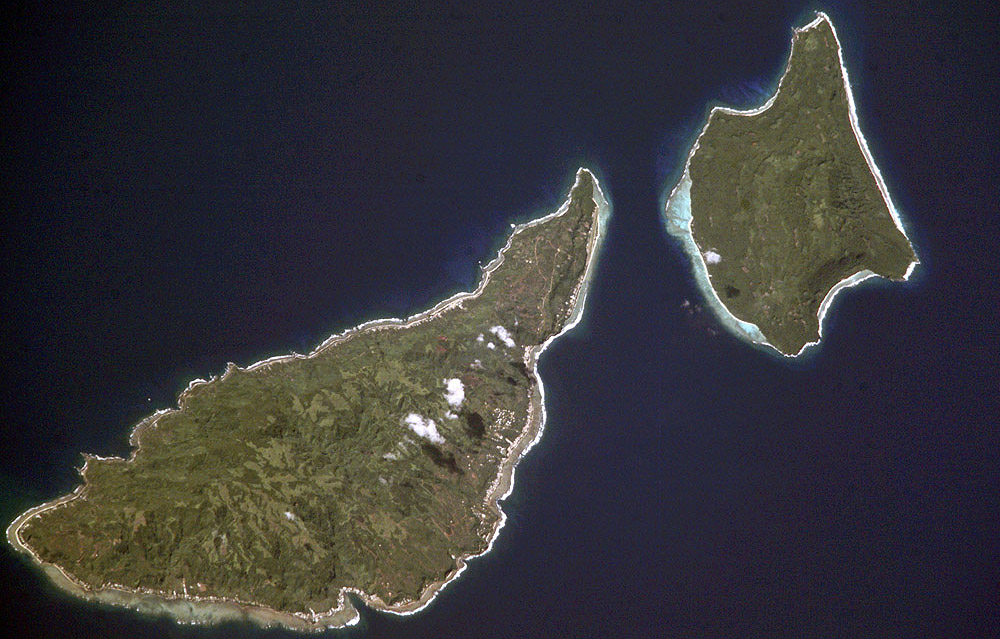
Острова Хорн из космоса

Острова находятся недалеко от Фиджийской зоны разлома (одной из наиболее активных в тектоническом плане, находящейся между Австралийской и Тихоокеанской тектоническими плитами), и ввиду существования разлома, проходящего через Футуна и Алофи (некоторые исследователи выделяют здесь тектоническую микроплиту Футуна), на этих островах регулярно происходят землетрясения внешними (последнее, интенсивностью 6,5 по шкале Рихтера, произошло 13 марта 1993).
Образование островов Хорн началось в плиоцене (образование трёх древних вулканов). Вулканическая деятельность их прекратилась в плейстоцене. После прекращения вулканизма острова испытали значительное поднятие (до 500 м).У местных жителей есть своя легенда о возникновении острова:
- Однажды Мауи-Алонга, бог, который работал только под покровительством ночи, узнал от своего слуги Те-Аило-ито, что здесь в глубинах океана много стай рыб, а значит, есть группа небольших островов. В тот же вечер бог выплыл в море на своём каноэ и забросил свою сеть. Он поднял один остров, и как только тот показался над поверхностью океана, стал прыгать на нём, чтобы сделать его плоским. Так он выловил и выровнял несколько островов. Начало светать. Мауи забросил свою сеть в последний раз. Выловив очередной остров, он успел на нём попрыгать только несколько раз. Поэтому остров Футуна получился такой неровный. Этот миф схож с другими мифами о происхождении островов Океании.

Землетрясения же на островах они объясняли так: Бог Мафу-иссе-Фулу или Мафу-ике-Фулу спит на большой глубине под островом. Когда он во сне переворачивается с боку на бок, происходит землетрясение.
На Футуна около 50 коротких рек, наибольшие из которых — Ваинифао, Гутуваи, Ваи Ласи и Леава. Побережье заболочено. Реки с апреля по октябрь пересыхают, а затем внезапно заполняются водой во время сезона дождей. На Алофи постоянных водотоков нет.

## История
Ранняя история островов Хорн традиционно делится на три периода: Келе Ули, Келе Меа и Келе Ула. Находки керамики культуры лапита связывают с первым периодом, когда поселения располагались в основном на побережье островов. В период Келе Меа футунанцы начали строить дома внутри острова и укреплённые поселения. В это период был также населён и остров Алофи. Период Келе Ула связан с устной традицией. Футунанцы уже контактировали с жителями островов Самоа и Тонга. Сохранилось предание и о прибытии китайского судна, команда которого оставила многочисленных потомков.
Европейцы впервые увидели эти острова 28 апреля 1616 года. Недалеко от островов Футуна и Алофи на судне Eendracht проплыли голландские мореплаватели Якоб Лемер и Виллем Схаутен. Они назвали острова Хорн (нидерл. Hoorn), в честь города откуда они были родом. В следующий раз эти острова были посещены только 11 мая 1768 года Луи Бугенвилем, однако изоляция жителей была нарушена только через 50 лет китобойными судами.
Первыми европейцами, которые поселились здесь начиная с 8 ноября 1837 года, были французские миссионеры Общества Марии (фр. Les Sœurs Missionnaires de la Société de Marie). Они обращали местное население в католицизм. Первый миссионер острова Футуна Пьер Мария Шанель (фр. Pierre Marie Chanel) мученически погиб 28 апреля 1841 года и был канонизирован 12 июня 1954 года (объявлен Святым Покровителем Океании). Мощи Святого Шанеля были возвращены на остров Футуна из Франции в 1976 году.

## Административно-территориальное деление и население
В административном отношении территория делится на два территориальных округа: Сигаве и Ало, совпадающий в границах с традиционными королевствами островов.
| Территориальный округ/деревня | Название на французском языке | Площадь, км² | Население, чел. (2008) | Административный центр чел. (2008) |
| ----------------------------- | ----------------------------- | ------------ | ---------------------- | ---------------------------------- |
| Ало:                          | Alo                           | 85           | 2666                   | Мала’e (224)                       |
| Алофитаи                      | Alofitai                      | -            | 1                      | -                                  |
| Колиа                         | Kolia                         | -            | 397                    | -                                  |
| Мала’е                        | Mala’e                        | -            | 224                    | -                                  |
| Оно                           | Ono                           | -            | 667                    | -                                  |
| Пои                           | Poï                           | -            | 256                    | -                                  |
| Тамана                        | Tamana                        | -            | 184                    | -                                  |
| Таоа                          | Taoa                          | -            | 623                    | -                                  |
| Туатафа                       | Tuatafa                       | -            | 34                     | -                                  |
| Веле                          | Vele                          | -            | 280                    | -                                  |
| Сигав:                        | Sigavé                        | 30           | 1591                   | Леава (376)                        |
| Фиуа                          | Fiua                          | -            | 322                    | -                                  |
| Леава                         | Leava                         | -            | 376                    | -                                  |
| Нуку                          | Nuku                          | -            | 267                    | -                                  |
| Таваи                         | Tavai                         | -            | 178                    | -                                  |
| Толоке                        | Toloke                        | -            | 252                    | -                                  |
| Ваисеи                        | Vaisei                        | -            | 196                    | -                                  |

Согласно переписи 2008 года на островах проживало 4257 человек. Самым крупным населённым пунктом островов является Оно, где проживает 667 человек. Всего на островах есть 15 населённых пунктов. Большая часть населения представляет народ футуна (увеа). Основные языки — футунанский (восточно футунанский) и французский. Основная религия — католицизм.